# نيكولا فويو
نيكولا فويو (بالفرنسية: Nicolas Vouilloz)‏ هو دراج فرنسي سابق.

## وصلات خارجية
- الموقع الرسمي

## روابط خارجية
- نيكولا فويو على موقع أرشيف الدراجات (الإنجليزية)
- نيكولا فويو على موقع CycleBase (الإنجليزية)
- نيكولا فويو على موقع MTB Data (الإنجليزية)
- نيكولا فويو على موقع Rallye-info.com (الإنجليزية)
- نيكولا فويو على موقع eWRC-results.com (الإنجليزية)